# Sisyromyia loewii
Sisyromyia loewii är en tvåvingeart som beskrevs av Jaennicke 1867. Sisyromyia loewii ingår i släktet Sisyromyia och familjen svävflugor. Inga underarter finns listade i Catalogue of Life.